# José Rizal University

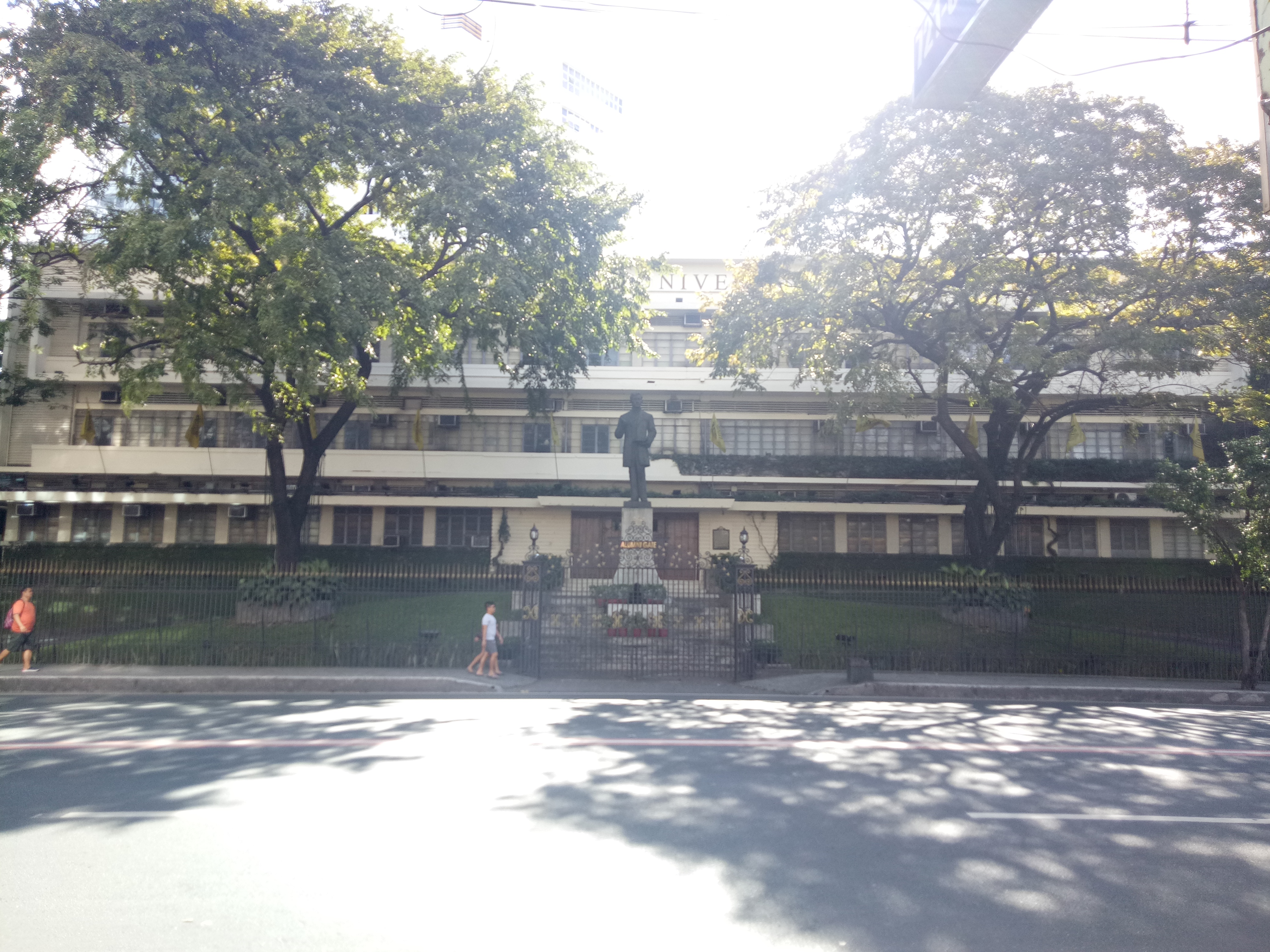

Die José Rizal University ist eine private Universität in der Gemeinde Mandaluyong City, im Zentrum von Metro Manila auf den Philippinen.

## Lage
Die Universität liegt am Shaw Boulevard im Barangay Daang Bakal.

## Organisation
Die José Rizal University hat zwei Fakultäten, das College of Law und die Graduate School. Des Weiteren gehören zur Universität eine Elementary School, eine High School und eine College Division.

## Geschichte
Die Geschichte der Universität beginnt im Jahre 1919, als das Far Eastern College von Don Vicente Fabella als private Bildungseinrichtung eröffnet wurde. 1922 wurde das College zu Ehren des philippinischen Nationalhelden José Rizal in José Rizal College umbenannt. Das College offerierte ursprünglich nur höhere Bildungsabschlüsse, öffnete sich jedoch im Lauf der Zeit für andere Ausbildungsprogramme. 1933 erwarb der spätere siebte Präsident der Philippinen Ramon Magsaysay einen Bachelor-Abschluss am College. Am 2. Oktober 2000 erhielt das College von der Commission on Higher Education (CHED) den Status einer Universität zugesprochen.

## Sport
Die Universität unterhält eine eigene Basketballmannschaft, die José Rizal University Bombers oder einfach nur Die Bombers. Sie konnte in den Jahren 1949 und 1961 die philippinischen Meisterschaften gewinnen.